# Projekt 677
Das Projekt 677 Lada (russisch Проект 677 Лада) ist eine U-Boot-Klasse der russischen Marine. Die Lada-Klasse stellt die vierte Nachkriegsgeneration dieselelektrischer Unterseeboote der sowjetisch/russischen Seekriegsflotte dar. Teilweise wird die Klasse auch nach dem Typschiff „Sankt-Peterburg-Klasse“ genannt. Die russische Seekriegsflotte plante ursprünglich, mindestens 40 Einheiten der Lada-Klasse zu beschaffen. Je zehn Boote sollten die Nordflotte, die Pazifikflotte, die Baltische Flotte und die Schwarzmeerflotte erhalten. Schwerwiegende technische Mängel sorgten dafür, dass die russische Marine vom Kauf weiterer Boote des Projekts 677 im Jahr 2012 Abstand nahm und erklärte, sich anderweitig ausrüsten zu wollen. Im Februar 2013 wurde dennoch die Serienproduktion der Lada-Klasse beschlossen. Mit Stand 2014 waren noch 8 Einheiten geplant, davon 1 Boot bereits in Dienst gestellt, 2 weitere im Bau und 5 geplant. Am 19. Januar 2016 wurde das endgültige „Aus“ für die Beschaffung der Lada-Klasse verkündet; die bereits begonnenen zwei Boote werden fertiggebaut. Als Nachfolger der Lada-Klasse soll das Projekt Kalina mit außenluftunabhängigem Antrieb entwickelt werden. Entgegen der Darstellung von 2016, das keine weiteren Ladas beschafft würden, sollen im Jahr 2019 laut einer Werftmitteilung Verträge zum Bau von zwei weiteren Booten unterzeichnet werden. Diese Mitteilung wird ergänzt durch eine Aussage des Oberbefehlshabers der Marine, Wladimir Iwanowitsch Koroljow, der am 3. Dezember 2018 davon sprach, dass die russischen Marine einen Bedarf von mindestens 12 Booten hat. Schließlich wurde auf der Messe Army 2020 Forum vom Verteidigungsministerium der Russischen Föderation ein Vertrag zum Bau von zwei weiteren Booten abgeschlossen.

## Entwicklung
Vom russischen Konstruktionsbüro Rubin Design wurden ursprünglich fünf Varianten des Projektes 677 entworfen:
- Projekt 677 Lada für die russische Seekriegsflotte,
- Projekt 677-1850 Amur-1850, größte Exportvariante, u. a. für die Unterstützung von Kampfschwimmern ausgelegt,
- Projekt 677-1650 Amur-1650,[7]
- Projekt 677-950 Amur-950, Exportvariante mit dem Antischiffraketensystem SS-N-26, aber auch mit dem System SS-N-27 (Klub-S) kombinierbar,
- Projekt 677-550 Amur-550, kleinste Exportvariante auf Basis der „Amur-950“, für den Einsatz in Küstengewässern.

Projekt 677 wurde Anfang der 1990er Jahre als Nachfolger des bekannten Projektes 877 Paltus (NATO: „Kilo-Klasse“) entwickelt. Es ist speziell auf die von den russischen Seestreitkräften an konventionell angetriebene U-Boote gestellten Anforderungen zugeschnitten. Diese umfassen die Einsatzfähigkeit zur Operation in flachen Küstengewässern unter arktischen sowie tropischen Bedingungen, Sicherung der Verteidigungsbastionen der strategischen Unterwasserkreuzer, verdeckte Operationen nahe an der gegnerischen Küste, Unterstützung der eigenen Überwasserverbände und Nahverteidigung der eigenen Stützpunkte. Für den Exportmarkt wurde die Variante Amur-1650 (gelegentlich auch „Amur-Klasse“) entworfen, die grundsätzlich gleich aufgebaut ist, jedoch nicht mit denselben Waffen- und Sensorsystemen ausgestattet ist bzw. auf Kundenwunsch mit anderer Technik ausgestattet werden kann.

## Design
Mit der Lada-Klasse stellte die russische Seekriegsflotte erstmals seit der Alfa-Klasse wieder Einhüllen-U-Boote in Dienst. Äußerlich ähneln sie dem Projekt 877, lassen sich aber von ihm durch die am Turm angebrachten vorderen Tiefenruder und das aus dem Wasser ragende obere Seitenruder des Ruderkreuzes unterscheiden. Der Druckkörper bildet zugleich die Außenhülle des U-Bootes. Die maximale Tauchtiefe wird mit 300 Metern angegeben.

### Sektionen
Der Druckkörper ist in fünf Abteilungen gegliedert. Diese sind – von vorne nach achtern benannt – wie folgt angeordnet:
- Bugraum mit Torpedo- und Raketeneinrichtungen,
- Operationszentrale,
- Unterkunftsbereiche,
- Dieselmaschinenraum,
- Elektromaschinenraum.

### Rettungssysteme
Bug- und Elektromaschinenraum sind als Rettungsräume für den Notfall ausgelegt und verfügen über Andockstellen für DSRV-Rettungssysteme. Im Turm befinden sich zwei aufblasbare Rettungsflöße, die jeweils 20 Personen aufnehmen können.

### Antrieb und Emissionen
Die Lada-Klasse verfügt über einen klassischen dieselelektrischen Antrieb. Mit dem Projekt Kalina war die Verwendung eines außenluftunabhängigen Antriebes mit Kristal-27E-Brennstoffzellen für spätere Einheiten angedacht. Das Projekt scheiterte aber an den technischen Hürden. Die Maschinen, Pumpen und Aggregate sind vibrationsarm gelagert und der Rumpf ist mit einer schallabsorbierenden Schicht überzogen. Dadurch soll die Lada-Klasse wesentlich leiser als die ohnehin schon als sehr leise bekannte Kilo-Klasse sein. Die schallabsorbierende Beschichtung der Außenhülle dämpft Sonarreflexionen und mindert so die Entdeckungswahrscheinlichkeit durch feindliche U-Boot-Abwehreinheiten.
Durch den hohen Automatisierungsgrad konnte die Besatzungsstärke auf 35 Mann reduziert werden. Ein Schiffskontrollsystem gewährleistet die technische Sicherheit des Bootes im Seebetrieb. Die Seeausdauer wird mit 45 Tagen angegeben.

### Bewaffnung und Ausrüstung

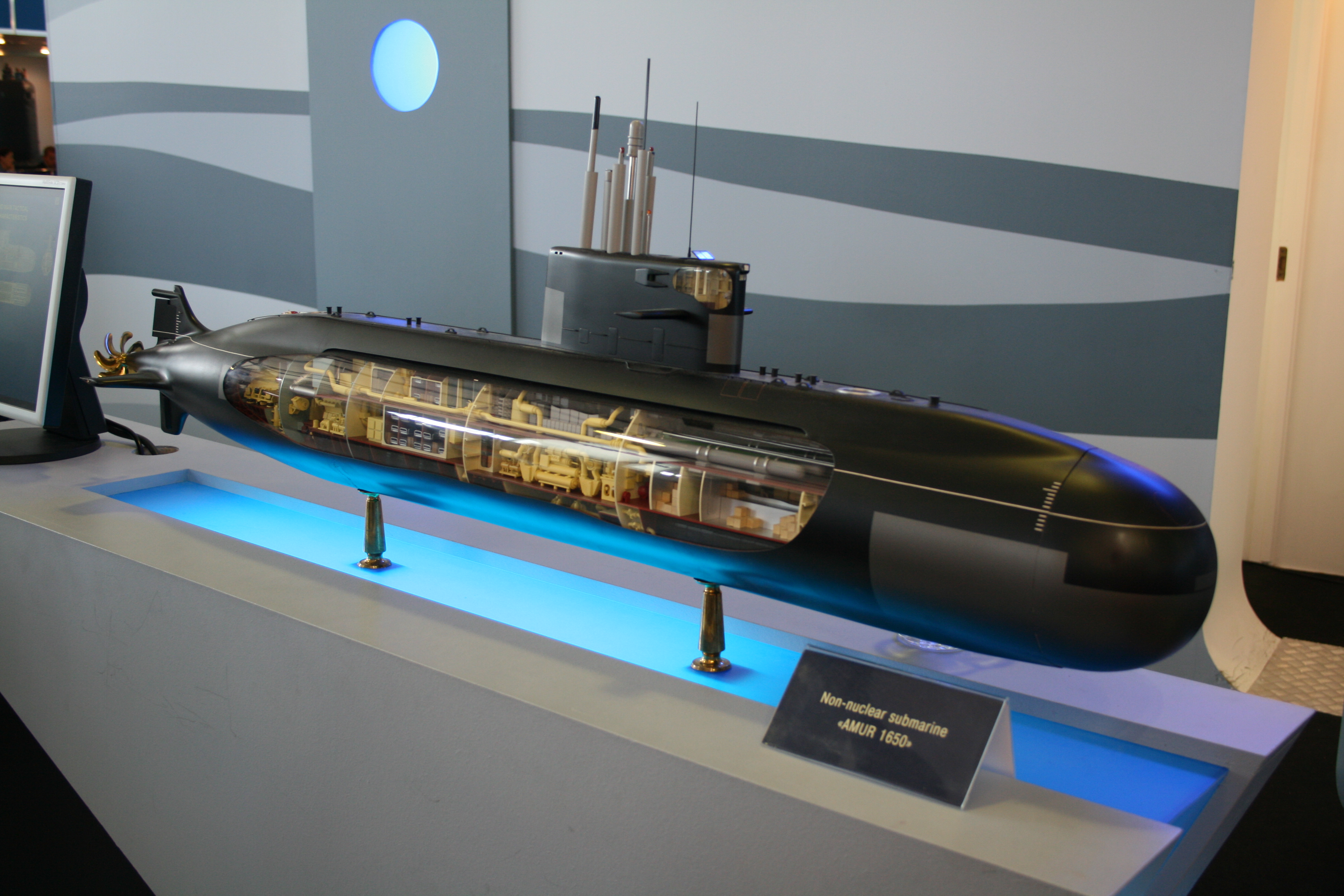
Schnittmodell des Entwurfs Armur-1650

Die Lada-Klasse ist mit sechs Bugtorpedorohren des Kalibers 533 mm ausgerüstet. Es können insgesamt bis zu 18 USET-80K-Torpedos oder Kalibr-Antischiffraketen mitgeführt werden. Bei reiner Minenladung können 24 Seeminen mitgeführt werden. Daneben besteht die Möglichkeit, Kampfschwimmer abzusetzen und wieder aufzunehmen.

### Technische Daten
| Typ:                              | Lada        | (Amur-1850) | Amur-1650   | Amur-950    | (Amur-550) |
| --------------------------------- | ----------- | ----------- | ----------- | ----------- | ---------- |
| Verdrängung (aufgetaucht):        | 1765 t      | 1900 t      | 1765 t      | 1150 t      | 550 t      |
| Verdrängung (getaucht):           | 2300 t      | 2600 t      | 2300 t      | 1550 t      | 700 t      |
| Länge:                            | 66,70 m     | 72 m        | 66,70 m     | 58,8 m      | 46 m       |
| Breite:                           | 7,1 m       | 7,1 m       | 7,1 m       | 5,65 m      | 4,4 m      |
| Tiefgang:                         | 6 m         | 6 m         | 6 m         | 6 m         | 2,5–3 m    |
| Leistung Dieselmotor:             | 2 × 1250 kW | 2 × 1250 kW | 2 × 1250 kW | 2 × 1250 kW |            |
| Leistung E-Motor:                 | 1 × 4100 kW | 1 × 4100 kW | 1 × 4100 kW | 1 × 4100 kW |            |
| Geschwindigkeit getaucht:         | 21 kn       | 21 kn       | 21 kn       | 20 kn       | 18 kn      |
| Geschwindigkeit aufgetaucht:      | 11 kn       | 11 kn       | 11 kn       | 11 kn       | 11 kn      |
| Maximale Tauchtiefe:              | 300 m       | 300 m       | 300 m       | 300 m       | 300 m      |
| Seeausdauer:                      | 45 Tage     | 60 Tage     | 45 Tage     | 30 Tage     | 20 Tage    |
| Fahrstrecke E-Motor bei 3 kn:     | 650 sm      | 650 sm      | 650 sm      | 350 sm      | 250 sm     |
| Fahrstrecke Dieselmotor bei 7 kn: | 6000 sm     | 6000 sm     | 6000 sm     | 3000 sm     | 1500 sm    |
| Besatzung:                        | 35 Mann     | 45 Mann     | 35 Mann     | 18 Mann     | 18 Mann    |
| Torpedorohre:                     | 6           | 6           | 6           | 4           | 4          |
| Torpedos oder Raketen Kalibr:     | 18          | 18          | 18          | 6           | 8          |
| oder Minen:                       | 24          | 24          | 24          | –           | 12 1       |
| Raketensilos für SS-N-26:         | –           | –           | –           | 10          | –          |

1 = geschätzt

## Varianten

### Projekt 677 Amur-1850
Die Variante Amur-1850 war die größte Exportvariante. Aus finanziellen Gründen wurde die Entwicklung gestoppt.

### Projekt 677 Amur-1650
Die Variante Amur-1650 ist im Grunde nur eine Lada mit veränderter bzw. abgespeckter Ausrüstung.

### Projekt 677 Amur-950
Die Variante Amur-950 stellt eine SSG-Modifikation der Lada-Klasse dar. Es ist das erste konventionelle U-Boot mit Senkrechtstartsystemen (VLS) für Anti-Schiff-Raketen. Das VLS befindet sich hinter dem Turmaufbau, was die Amur-950 äußerlich den SSBNs der alten Yankee-Klasse ähneln lässt. Das Boot ist in der Lage, einen Raketenschlag mit SS-N-26-(P-800-Jachont)-Lenkwaffen auf See- oder Landziele in 300 km Entfernung zu führen. Durch die Unterbringung der Flugkörper in separaten Rohren können sämtliche Raketen innerhalb von zwei Minuten abgefeuert werden, ohne nachladen zu müssen und die Torpedorohre zu blockieren.

### Projekt 677 Amur-550
Dieser kleinste Entwurf war ausschließlich auf Operationen in Küstengewässern ausgelegt. Die Entwicklung wurde eingestellt.

## Einheiten

### B-585 Sankt Peterburg
Am 26. Dezember 1997 wurde das erste Boot, B-585 Sankt Peterburg, auf der Admiralitätswerft in Sankt Petersburg auf Kiel gelegt. Die Werft finanzierte den Bau vor, die Auslieferung war für 2001 angekündigt. Der Bau des Bootes kam aus finanziellen Gründen ins Stocken, wurde schließlich eingestellt und später wieder aufgenommen. Am 28. Oktober 2004 lief die Sankt-Peterburg schließlich vom Stapel. Auf der St. Petersburger International Marine Defence Show 2005 wurde die Sankt-Peterburg im Juni/Juli 2005 der Öffentlichkeit präsentiert. Im selben Jahr wurde sie bei der WMF offiziell in Dienst gestellt, blieb aber weiterhin in der Werfterprobung. Im Jahr 2007 wurde sie von der WMF übernommen und verbrachte die folgenden beiden Jahre mit Erprobungsfahrten. Wegen Schwierigkeiten mit der Fertigstellung der hydroakustischen Ausstattung des Boots, des Informations- und Kampfführungssystems sowie der Hauptenergieanlage wurde 2009 entschieden, den Stapellauf der beiden Boote B-586 und B-587 bis 2019 hinauszuschieben. 2010 wurde die St. Peterburg in den aktiven Dienst der Seekriegsflotte gestellt und der Baltischen Flotte zugeteilt. Im Februar 2012 gab die Marine dann schließlich bekannt, das Projekt nicht weiter verfolgen zu wollen, da es offenbar technisch nicht ausgereift ist und ständiger Nachrüstbedarf besteht. Im Sommer 2012 wurde die St. Peterburg der Nordflotte unterstellt. Bis 2014 unternahm sie weitere Erprobungsfahrten, die auch im Jahr 2018 noch nicht abgeschlossen waren (Stand September 2018). Auch wurde weiterhin von der Marine bemängelt, dass das Boot nicht serienreif sei. Nach einer Meldung der Nachrichtenagentur TASS von April 2023 soll das Boot gestrichen werden, da die Kosten für die Modernisierung so hoch seien, dass „mit diesen Mitteln ein neues Boot gebaut werden kann.“ An der Flottenparade zum Tag der Seekriegsflotte am 30. Juli 2023 nahm das Boot teil. Am 5. Februar 2024 wurde das Boot außer Dienst gestellt. Eine Ausschreibung für die Verschrottung würde noch stattfinden.

### Amur-1650
Das erste Boot der Amur-Klasse wurde gleichzeitig mit der St. Peterburg am 26. Dezember 1997 auf Kiel gelegt. Das Boot wurde für eine nicht näher genannte ausländische Marine begonnen, seine Indienststellung war für 2002 geplant. Man spekulierte, dass das Amur getaufte U-Boot entweder von Indien, Indonesien, Marokko oder der Volksrepublik China in Auftrag gegeben wurde, doch keines der Länder hat das Boot bestellt oder gekauft. Anfang der 2000er-Jahre wurden die Arbeiten an dem Boot eingestellt. Seit mindestens 2013 liegt der Rumpf auf einer Pier an der Newa (Stand Februar 2024).

### B-586 Kronstadt
Am 28. Juli 2005 wurde das zweite Boot der Lada-Klasse auf Kiel gelegt. Für B-586 Kronstadt sollte 2007 die Erprobung beginnen, 2014 war der Bau gestoppt. Im Jahr 2018 wurde die Fertigstellung für 2019 und eine Übernahme durch die Marine für 2020 erwartet. Das Boot lief, mit einem erheblich modifizierten Entwurf, am 20. September 2018 vom Stapel. Es wurde am 31. Januar 2024 in Dienst gestellt.

### B-587 Welikije Luki
Am 10. November 2006 wurde das dritte Boot als B-587 Sewastopol auf Kiel gelegt, das ursprünglich nach seiner Fertigstellung der Schwarzmeerflotte übergeben werden sollte. Nach einem Baustopp kam es am 19. März 2015 auf der Sankt Petersburger Admiralitätswerft zu einer „zweiten Kiellegung“. Das Boot soll als Welikije Luki später zur Nordflotte stoßen. Am 23. Dezember 2022 lief die als Projekt 677M bezeichnete Welikije Luki in St. Peterburg vom Stapel.

### Wologda
Am 12. Juni 2022 wurde das vierte Boot als Wologda auf Kiel gelegt. Wegen fehlender finanzieller Mittel wurde der Bau im Dezember 2023 eingestellt.

### Jaroslawl
Am 12. Juni 2022 wurde das fünfte Boot als Jaroslawl auf Kiel gelegt. Wegen fehlender finanzieller Mittel wurde der Bau im Dezember 2023 eingestellt.

## Nutzer
- Russland – Russische Seekriegsflotte:

1 × Projekt 677, seit Mai 2010. Von den weiteren sieben ursprünglich geplanten Booten werden voraussichtlich nur sechs vollendet.

### Interessenten, geplante Beschaffungen
- Volksrepublik China – Marine der Volksrepublik China:

4 × Projekt 677 (Amur-1650), Absichtserklärung im März 2013 unterschrieben, ein endgültiger Kaufvertrag war für 2015 angekündigt, kam aber bis Ende 2021 nicht zustande.
- Marokko – Königliche Marine:

1 × Projekt 677 (Amur-1650), soll eine Absichtserklärung im März 2016 unterschrieben haben. Ein Kaufvertrag kam bis Ende 2021 nicht zustande. und ist mutmaßlich auch nicht zu erwarten.